# Dieter Burdenski
Dieter Burdenski est un footballeur allemand né le 26 novembre 1950 à Brême et mort le 9 octobre 2024, qui occupe le poste de gardien de but.

## Palmarès
- 12 sélections et 0 but avec l'équipe d'Allemagne entre 1977 et 1984
- Champion d'Allemagne en 1988 avec le Werder Brême